# Manitou (singolo)
Manitou è il quinto singolo del gruppo musicale britannico Venom, pubblicato nell'ottobre 1984.

## Tracce
7"
1. Manitou – 4:42
2. Woman – 2:54

Durata totale: 7:36
12"
1. Manitou
2. Women
3. Dead Of The Night

Musicassetta
1. Manitou
2. Women
3. Dead Of The Night
4. Venom Dutch Radio Interview

## Formazione
- Conrad "Cronos" Lant - voce, basso
- Jeffrey "Mantas" Dunn - chitarra
- Anthony "Abaddon" Bray - batteria